# Lithospermum gayanum
Lithospermum gayanum är en strävbladig växtart som först beskrevs av Weddell, och fick sitt nu gällande namn av Ivan Murray Johnston. Lithospermum gayanum ingår i släktet stenfrön, och familjen strävbladiga växter. Inga underarter finns listade i Catalogue of Life.